# Séparés par l'amour
Séparés par l'amour (en France) ou Milhouse tombe amoureux (au Québec) (Bart's Friend Falls in Love) est le 23e épisode de la saison 3 de la série télévisée d'animation Les Simpson.

## Synopsis
Milhouse montre à Bart sa Magic 8-Ball
(jouet commercialisé par Mattel) prédit que leur amitié se brisera d'ici la fin de la journée. À l'école, le principal Skinner présente à la classe de Madame Krapabelle la nouvelle élève, Samantha Skelpa. Aussitôt, Milhouse tombe amoureux de la jeune fille et commence à délaisser son meilleur ami